# Combichrist (гурт)
Combichrist — американський гурт норвезького походження, зібраний у 2003-му році музикантом Енді ЛаПлегою, який також є засновником гуртів Icon of Coil, Panzer AG, Scandinavian Cock та Scandy. Базується в Атланті, штат Джорджія. Незамінним учасником гурту є саме ЛаПлега, який є головним ідеологом та композитором. Гурт мав величезний комерційний успіх по всьому світу, а його пісні займали високі позиції відомих музичних чартів танцювальної та альтернативної музики.

## Склад

### Основний склад
- Енді ЛаПлега — вокал (2003—дотепер)
- Джо Летц — ударні (2008—дотепер)
- Нік Россі — перкусія (2016—дотепер)
- Брент Ешлі — бас (2014—дотепер)
- Ерік13 — гітара (2014—дотепер)

### Колишні учасники
- Тіфані Лоу — клавішні (2013—2014)
- Тревор Фрідріх — перкусія (2008—2012)
- Вес Борланд — гітара (2009)
- Кортні Кляйн — перкусія (2003—2005)
- Shaun F — клавішні (2003—2008), (2012)
- Джон Гортон — перкусія (2005—2008)
- Мр. Бйорн Петерсен — діджеїнг, гітара, клавішні (2003—2005)
- Syn M — клавішні (2003—2008)
- Еббі Некс — бас (2009—2014)
- Z Marr — клавішні, перкусія (2008—2016)

## Дискографія

### Студійні альбоми
- 2003: The Joy of Gunz
- 2005: Everybody Hates You
- 2007: What the Fuck is Wrong With You People?
- 2009: Today We Are All Demons
- 2010: Making Monsters
- 2013: No Redemption (Offcial DmC: Devil May Cry Soundtrack)
- 2014: We Love You
- 2016: This Is Where Death Begins